# Химн на Румъния
„Събуди се, румънецо!“ (на румънски: „Deşteaptă-te, Române!“) e националният химн на Румъния.
Песента е приета за химн през 1989 г. Стиховете са на поета-романтик, журналист, преводач Андрей Мурешану (Andrei Mureşanu, 1816 – 1863). Музиката е композирана от Антон Пан, (Anton Pann, 1796 – 1854), поет, етнограф, певец и автор на учебници по музика.
Поемата „Екот“ („Un răsunet“) на Мурешан, създадена и публикувана по време на румънската революция, избухнала на 11 юни 1848 г., се превръща в популярна песен само дни след това, за първи път е изпята на 29 юни 1848 г. в град Ръмнику Вълча, Влахия. Поемата става химн със заглавието „Събуди се, румънецо!“.
Оттогава този химн се пее при всеки конфликт, избухвал в Румъния, заради посланието за патриотизъм и свобода, които съдържа. Така се случва и през антикомунистическата революция през 1989 г., когато се пее навсякъде и замества дотогавашния комунистически химн „Три цвята“ („Trei culori“).
В продължение на няколко години песента е национален химн и на Република Молдова, но през 1994 г. е заменен от песента „Нашият език“ („Limba Noastră“).

## История
Веднага след победата и установяването на комунистическия режим на 30 декември 1947 г., когато румънският крал Михай I е принуден да абдикира, „Събуди се румънецо!“, заедно с някои други патриотични песни, е забранен, а пеенето или свиренето му се наказват оттогава със затвор. Едва през 1970-те години мелодията е разрешена за използване, но без оригиналните стихове.
На 22 декември 1989 г., по време на антикомунистическата революция, песента се пее по улиците. Така тя става естествен химн на протестиращите.
Новина от 03.06.2005 г.: „Националният химн на Румъния ще се изпълнява ежеседмично, в съкратената му форма (първите две строфи) от ученици и военни, реши румънският Сенат. Законодателната инициатива е на сенатора от Социалдемократическата партия Адриан Паунеску и беше приета от горната камара на парламента въпреки че правителството не я подкрепя“.

## Стихове
Държавният химн на Румъния се състои от 11 куплета, първите 4 от които (болдвани по-надолу в текста) се изпълняват при официални случаи.

## Текст
Deşteaptă-te, Române, din somnul cel de moarte,

În care te-adânciră barbarii de tirani

Acum ori niciodată croieşte-ţi altă soarte,

La care să se-nchine şi cruzii tăi duşmani.
Acum ori niciodată să dăm dovezi în lume

Că-n aste mâni mai curge un sânge de roman,

Şi că-n a noastre piepturi păstrăm cu fală-un nume

Triumfător în lupte, un nume de Traian.
Înalţă-ţi lata frunte şi cată-n giur de tine,

Cum stau ca brazi în munte voinicii sute de mii;

Un glas ei mai aşteaptă şi sar ca lupi în stâne,

Bătrâni, bărbaţi, juni, tineri, din munţi şi din câmpii.
Priviţi, măreţe umbre, Mihai, Ştefan, Corvine,

Româna naţiune, ai voştri strănepoţi,

Cu braţele armate, cu focul vostru-n vine,

Viaţă-n libertate ori moarte strigă toţi.
Pre voi vă nimiciră a pizmei răutate

Şi oarba neunire la Milcov şi Carpaţi

Dar noi, pătrunşi la suflet de sfânta libertate,

Jurăm că vom da mâna, să fim pururea fraţi.
O mamă văduvită de la Mihai cel Mare

Pretinde de la fii-şi azi mână d-ajutori,

Şi blastămă cu lacrămi în ochi pe orişicare,

În astfel de pericul s-ar face vânzători.
De fulgere să piară, de trăsnet şi pucioasă,

Oricare s-ar retrage din gloriosul loc,

Când patria sau mama, cu inima duioasă,

Va cere ca să trecem prin sabie şi foc.
N-ajunge iataganul barbarei semilune,

A cărui plăgi fatale şi azi le mai simţim;

Acum se vâră cnuta în vetrele străbune,

Dar martor ne de Domnul că vii nu oprimim.
N-ajunge despotismul cu-ntreaga lui orbie,

Al cărui jug de seculi ca vitele-l purtăm;

Acum se-ncearcă cruzii, cu oarba lor trufie,

Să ne răpească limba, dar morţi numai o dăm.
Români din patru unghiuri, acum ori niciodată

Uniţi-vă în cuget, uniţi-vă-n simţiri.

Strigaţi în lumea largă că Dunărea-i furată

Prin intrigă şi silă, viclene uneltiri.
Preoţi, cu crucea-n frunte căci oastea e creştină,

Deviza-i libertate şi scopul ei preasfânt.

Murim mai bine-n luptă, cu glorie deplină,

Decât să fim sclavi iarăşi în vechiul nost'pământ.

## Приблизителен превод
Събуди се, Румънецо, от сън дълбок,
В който те газят варвари и тирани,
Сега или никога, промени съдбата си,
В която да сразиш, своите душмани.
Сега или никога да покажем на света,
Че в тези вени тече римска кръв,
Че в гърдите си пазим славното име,
На победителя император Траян.
Вдигни високо чело,
Както войнствено стоят стотици хиляди борове в гората.
Те само чакат повик и като глутница ще скочат –
Старци, мъже, жени, младежи от планини и долини.
Вижте велики сенки на Михай, Щефан, Корвин,
Румънската нация, вашите наследници,
Стиснали оръжие, с вашия огън във вените,
Свободен живот или смърт, викат всички.
...
Отци с кръст начело, когато войската е християнска,
Девизът ни е „Свобода“, а целта – пресвята,
По-добре да умрем в бой, но славно,
Отколкото да сме роби в древната наша земя.“